# Afreutreta
Afreutreta este un gen de muște din familia Tephritidae.

Cladograma conform Catalogue of Life:
| Afreutreta | \| \| Afreutreta bipunctata \| \| \| \| \| \| Afreutreta hemimelas \| \| \| \| \| \| Afreutreta muiri \| \| \| \| |
|            | \| \| Afreutreta bipunctata \| \| \| \| \| \| Afreutreta hemimelas \| \| \| \| \| \| Afreutreta muiri \| \| \| \| |
|            | Afreutreta bipunctata                                                                                             |
|            | |
|            | Afreutreta hemimelas                                                                                              |
|            | |
|            | Afreutreta muiri                                                                                                  |
|            | |